# نواه چیلرز
نواه چیلرز (انگلیسی: Noah Chilvers؛ زادهٔ ۲۲ فوریهٔ ۲۰۰۱) بازیکن فوتبال اهل بریتانیا است.
از باشگاه‌هایی که در آن بازی کرده‌است می‌توان به باشگاه فوتبال کولچستر یونایتد اشاره کرد.